# پردازنده‌های بیش هسته‌ای
پردازنده‌های بیش هسته‌ای (به انگلیسی: Manycore processors) انواع خاصی از پردازنده‌های چند هسته‌ای هستند که برای درجه بالایی از پردازش موازی طراحی شده‌اند و شامل تعداد زیادی هسته‌های پردازنده ساده‌تر و مستقل (از چند ده هسته تا هزاران یا بیشتر) می‌باشند. پردازشگرهای بیش هسته ای به‌طور گسترده در کامپیوترهای تعبیه‌شده و محاسبات با کارایی بالا مورد استفاده قرار می‌گیرند.

## مقایسه با معماری چند هسته‌ای
پردازشگرهای بیش هسته ای از پردازشگرهای چند هسته‌ای در بهینه‌سازی از ابتدا برای درجه بالاتری از توازن صریح، و برای توان عملیاتی بالاتر (یا مصرف توان کم‌تر) به قیمت تأخیر و عملکرد تک‌رشته‌ای پایین‌تر متمایز هستند.
در مقابل، دسته گسترده‌ترپردازنده‌های چند هسته معمولاً برای اجرای کارآمد هر دو کد موازی و سری طراحی شده‌اند و بنابراین تأکید بیشتری بر عملکرد تک رشته‌ای بالا (به عنوان مثال اختصاص بیشتر سیلیکون به خارج از اجرای ترتیب، خطوط لوله عمیق‌تر، واحدهای اجرای فوق عددی بیشتر و مخازن بزرگتر و کلی تر) و حافظه اشتراکی دارند. این تکنیک‌ها منابع زمان اجرا را به یافتن توازن ضمنی در یک رشته واحد اختصاص می‌دهند. آنها در سیستم‌هایی مورد استفاده قرار می‌گیرند که به‌طور پیوسته (با سازگاری رو به عقب) از پردازنده‌های تک هسته ای تکامل یافته‌اند. آنها معمولاً تعداد کمی هسته دارند (به عنوان مثال ۲، ۴، ۸)، و ممکن است با یک شتاب‌دهنده بیش هسته ای (مانند یک GPU) در یک سیستم ناهمگن تکمیل شوند.

## انگیزه
انسجام حافظه نهان موضوعی است که مقیاس پردازنده‌های چند هسته ای را محدود می‌کند. پردازنده‌های بیش هسته ای ممکن است این موضوع را با روش‌هایی مانند عبور پیام، حافظه چرک‌نویس، DMA , فضای آدرس سراسری جزء بندی شده، یا حافظه‌های نهان فقط خواندنی/غیر منسجم، نادیده بگیرند. یک پردازنده بیش هسته ای با استفاده از یک شبکه روی یک تراشه و حافظه محلی به نرم‌افزار این فرصت را می‌دهد تا به‌طور صریح طرح فضایی وظایف را بهینه کند (به عنوان مثال همان‌طور که در ابزار توسعه یافته برای TrueNorth مشاهده می‌شود).
پردازنده‌های بیش هسته ای ممکن است شباهت‌های بیشتری (از لحاظ مفهومی) با فناوری‌هایی داشته باشند که از محاسبات با کارایی بالا مانند خوشه‌ها و پردازنده‌های برداری سرچشمه می‌گیرند.
پردازنده‌های گرافیکی ممکن است شکلی از پردازنده‌های بیش هسته‌ای که دارای واحدهای پردازش سایه‌زن متعدد هستند در نظر گرفته شوند که تنها برای کدهای بسیار موازی مناسب هستند (توان عملیاتی بالا، اما عملکرد بسیار ضعیف تک رشته‌ای).

## مدل‌های برنامه‌نویسی مناسب
- واسط عبور پیغام
- پشتیبانی OpenCL[۵] یا دیگر APIها از کرنل‌های محاسباتی
- فضای آدرس جهانی پارتیشن‌بندی شده
- مدل بازیگر
- OpenMP
- جریان داده

## رده‌های سیستم‌های بیش هسته‌ای
- پردازنده‌های گرافیکی، که می‌توانند به عنوان پردازنده‌های برداری بیش هسته‌ای توصیف شوند.
- آرایه پردازشگر موازی مایل
- آرایه ناهمزمان از پردازنده‌های ساده

## معماری‌های بیش هسته‌ای خاص
- ZettaScaler ، ماژول‌های ۲۰۴۸ هسته ای PEZY Computing ژاپنی
- پردازنده کمکی Xeon Phi که دارای معماری MIC (هسته‌های مجتمع متعدد) است
- Tilera
- Adapteva Epiphany Architecture، یک تراشه بیش هسته ای با استفاده از حافظه اسکرچ پد PGAS
- پردازنده Coherent Logix hx3100، یک پردازنده ۱۰۰ هسته ای DSP/GPP بر اساس معماری HyperX
- Movidius Myriad 2، یک واحد پردازش بینایی بیش هسته ای (VPU)
- Kalray ، شتاب‌دهندهٔ PCI-e با هسته‌ای برای کارهایی که داده‌های فشرده دارند
- تراشه تحقیقاتی Teraflops، یک پردازنده بیش هسته ای با استفاده از ارسال پیام
- TrueNorth، یک شتاب‌دهنده هوش مصنوعی با یک شبکه بیش هسته ای در معماری تراشه
- آرایه‌های سبز، یک پردازنده بیش هسته ای با استفاده از ارسال پیام با هدف برنامه‌های کاربردی کم مصرف
- Sunway SW26010، یک پردازنده ۲۶۰ هسته ای بیش هسته ای مورد استفاده در یک ابر کامپیوتر عالی به نام سان وی تالایت استفاده شد.
  - SW52020، یک نوع بهبود یافته ۵۲۰ هسته ای[۶][۷] از SW26010، با SIMD 512 بیتی (همچنین با اضافه کردن پشتیبانی برای نیم دقت)، در یک نمونه اولیه، برای یک سیستم مقیاس بزرگ (و در آینده سیستم ۱۰ مقیاس بزرگ) استفاده می‌شود. و طبق داده‌های سنتردینامیک، چین در حال حاضر دارای دو سیستم مجزای مقیاس اگزا به صورت مخفیانه است
- Eyeriss، یک پردازنده بیش هسته ای طراحی شده برای اجرای شبکه‌های عصبی کانولوشن برای برنامه‌های بینایی جاسازی شده[۸]
- Graphcore، یک شتاب‌دهنده هوش مصنوعی چند هسته ای

## رایانه‌های بیش هسته‌ای خاص با بیش از ۱ میلیون هسته
تعدادی از کامپیوترهای ساخته‌شده از پردازنده‌های چندهسته‌ای دارای یک میلیون یا بیشتر هسته منحصر به فرد CPU هستند. مثال‌ها عبارتند از:
- Sunway TaihuLight ، یک ابررایانه چینی بسیار موازی (۱۰ میلیون هسته CPU)، که زمانی یکی از سریع‌ترین ابررایانه‌های جهان بود که از معماری چند هسته‌ای سفارشی استفاده می‌کرد.[نیازمند منبع] از نوامبر ۲۰۱۸، سومین ابررایانه سریع جهان (بر اساس فهرست TOP500)، Sunway TaihuLight چینی، عملکرد خود را از ۴۰۹۶۰ پردازنده SW26010 بیش هسته‌ای، که هر کدام شامل ۲۵۶ هسته است، به دست می‌آورد.
- Gyoukou (به ژاپنی: 暁光Hepburn: gyōkō، روشنایی سپیده‌دم)، ابررایانه‌ای که توسط ExaScaler و PEZY Computing توسعه یافته‌است، با ۲۰۴۸۰۰۰۰ عنصر پردازشی در مجموع به اضافه ۱۲۵۰ پردازنده میزبان Intel Xeon D.
- SpiNNaker، یک پردازنده بسیار موازی (1M هسته CPU) با چند هسته (بر پایه ARM) که به عنوان بخشی از پروژه مغز انسان ساخته شده‌است.

## رایانه‌های خاص با بیش از ۵ میلیون هسته
تعداد کمی از ابرکامپیوترها دارای بیش از یک میلیون و حتی بیش از ۵ میلیون هسته CPU هستند. در حالی که که پردازنده‌های مشترک نیز وجود دارد، به عنوان مثال پردازنده‌های گرافیکی مورد استفاده، آن هسته‌ها در شمارش هسته فهرست نشده‌اند، سپس تعداد کمی از رایانه‌های دیگر به آن اهداف دست می‌یابند.
- Fugaku، یک ابر رایانه ژاپنی با استفاده از هسته‌های مبتنی بر ARM Fujitsu A64FX، در مجموع ۷٬۶۳۰٬۸۴۸.
- Sunway TaihuLight، یک ابررایانه چینی بسیار موازی (10M هسته CPU).